# Neil Nicholas Savaryn
Neil Nicholas Savaryn OSBM (ukrainisch: Ніль Николай Саварин, * 19. Mai 1905 in Staryj Sambir, Ukraine, früher Galizien; † 8. Januar 1986 in Edmonton, Kanada) war Bischof der Ukrainischen Griechisch-Katholischen Kirche und  von Edmonton. 

## Leben
Neil Nicholas Savaryn wurde am 23. August 1931 zum Ordenspriester der Basilianer des hl. Josaphat geweiht. Nach seiner Priesterweihe wurde er 1932 nach Kanada entsandt und wurde Abt des Basilianerklosters in Mundare (Alberta, Kanada). Am 3. April 1943 wurde er zum Weihbischof im Apostolisches Exarchat Kanada berufen und zum Titularbischof von Ios ernannt. Die Bischofsweihe am 1. Juli 1943 leitete der Apostolische Exarch von Kanada Bischof Basile Wladimir Ladyka OSBM, er wurde von den Mitkonsekratoren Erzbischof James Charles McGuigan und Bischof Ambrozij Andrew Senyshyn OSBM unterstützt.
Am 19. Januar 1948 übernahm er die Leitung des neuen Apostolischen Exarchats von Westkanada mit Sitz in Edmonton. Mit Wirkung vom 3. November 1956 wurde er zum ersten Bischof der neu gegründeten Eparchie Edmonton ernannt. Bischof Savaryn war seit 1954 Mitglied der „Shevchenko Scientific Society of Canada“. Er war Konzilsvater und nahm an den vier Sitzungsperioden des Zweiten Vatikanischen Konzils (1962–1965) teil. Er starb am 8. Januar 1986 und wurde auf dem St. Michaels Friedhof in Edmonton beigesetzt.

## Konsekrator
Bischof Savaryn war Konsekrator von Demetrius Martin Greschuk zum Titularbischof von Nazianzus (Weihbischof in Edmonton) und Mitkonsekrator bei:
- Daniel Ivancho zum Titularbischof von Europus
- Isidore Borecky zum Titularbischof von Amathus in Cypro
- Andrew Roborecki zum Titularbischof von Tanais
- Jeronim Isidor Chimy OSBM zum Bischof von New Westminster
- Innocent Hilarion Lotocky OSBM zum Bischof von Saint Nicolas of Chicago
- Stephen Sulyk zum Erzbischof von Philadelphia und
- Basil Filevich zum Bischof von Saskatoon